# 施瓦茨門希峰
46°33′6.2″N 7°55′35.8″E / 46.551722°N 7.926611°E
施瓦茨門希峰（德語：Schwarzmönch）是瑞士伯恩州的山峰，位於該國南部，屬於伯尔尼山的一部分，海拔高度2,649米，每年平均降雨量1,703毫米。

## 外部連結

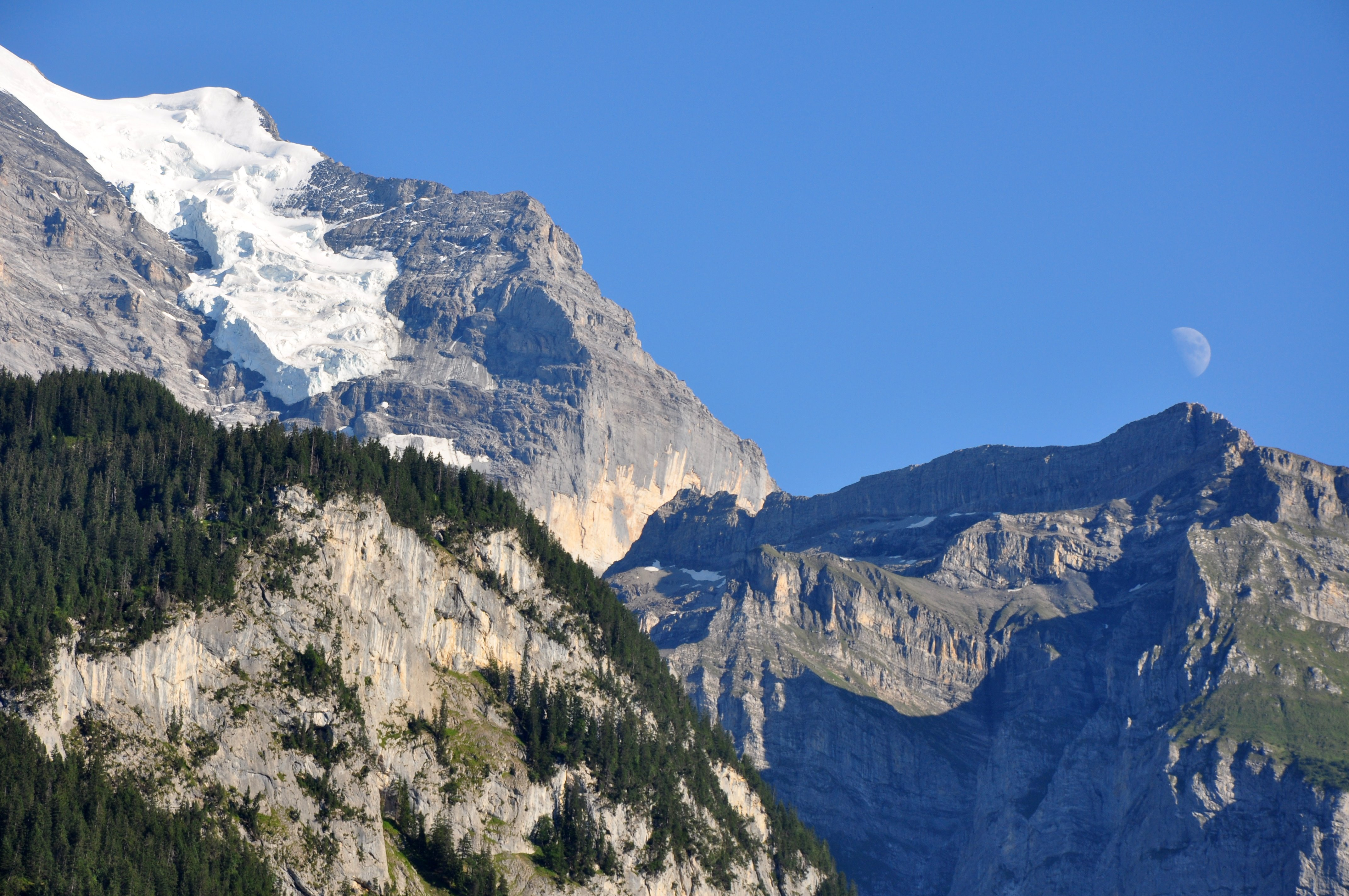

- Schwarzmönch on Hikr （页面存档备份，存于）